# Ayam Cemani

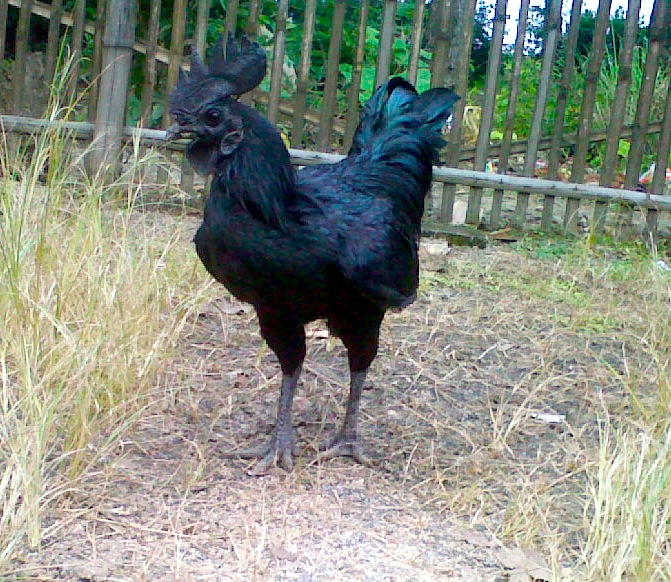
Ayam Cemani kakas

Az Ayam Cemani egy indonéziai tyúkfajta.

## Története
A fajtát Indonéziában évszázadok óta használják különböző szertartásokon. Európába először a holland Jan Steverik importálta 1998-ban. Európában főleg Hollandiában, Németországban, Szlovákiában és Csehországban tenyésztik.

## Fajtabélyegek
Az egész tyúk fekete, a tolla, a bőre, a csőre, a taraja, a húsa, a csontja és a belső szervei is feketék. A vére természetesen vörös, de sötétebb az átlagosnál.
További színváltozatai még a kék, illetve a fehér szín is.

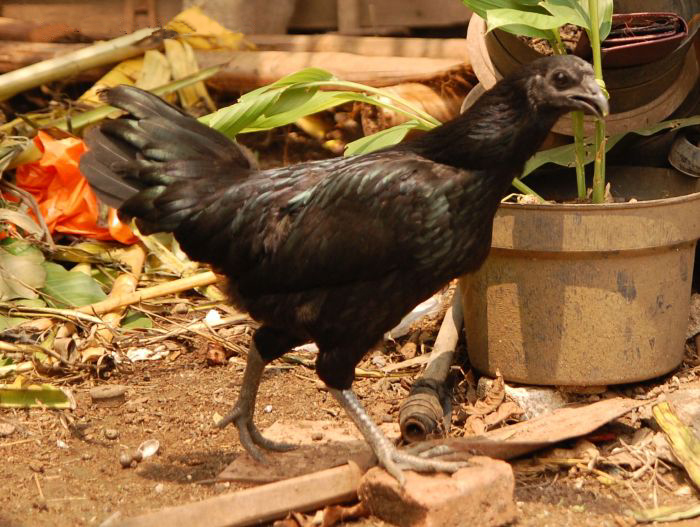
Ayam Cemani tyúk

| Általános tulajdonságok: | Általános tulajdonságok:          |
| ------------------------ | --------------------------------- |
| Súlya                    | kakas 2 - 2,5 kg, tojó 1,5 - 2 kg |
| Gyűrűmérete              | kakas 18, tojó 16                 |
| Tenyésztojás tömege      | 40 g                              |
| Tojáshéj színe           | világos krémszínű                 |

## Fordítás
- Ez a szócikk részben vagy egészben  az   Ayam Cemani című angol Wikipédia-szócikk fordításán alapul.  Az eredeti cikk szerkesztőit annak laptörténete sorolja fel. Ez a jelzés csupán a megfogalmazás eredetét és a szerzői jogokat jelzi, nem szolgál a cikkben szereplő információk forrásmegjelöléseként.